# マルティナ・ウカシク
マルティナ・ウカシク（Martyna Łukasik、1999年11月26日 - ）は、ポーランドの女子バレーボール選手。ポーランド代表。

## 来歴

### クラブチーム
グダニスク出身。Gedania GdańskとAtom Trefl Malborkのアンダーカテゴリーのチームでプレーした後、2016/17シーズンにシニアのアトム・トレフル・ソポトへ加入。2017/18シーズンはTrefl Proxima Krakówへ移籍しプレーした。2018/19シーズンからはグルパ・アゾティ・チェミック・ポリツェへ移籍。2019年のポーランドカップではMVPに選ばれた。2019/20シーズンから2021/22シーズンにかけてポーランドプラスリーガで3連覇を果たした。2020/21シーズンには欧州チャンピオンズリーグでベスト8入りした。

### 代表チーム
アンダーカテゴリーの代表として2017年、U-20世界選手権で6位となった。2018年、シニアのポーランド代表に初選出され、同年のネーションズリーグでデビューした。2021年、欧州選手権で5位となった。2023年のネーションズリーグでは銅メダルへ導き、自身はベストアウトサイドヒッター賞を受賞した。同年9月のパリ五輪予選に出場した。2024年、ネーションズリーグに出場し再び銅メダルを獲得した。同年のパリ五輪の最終メンバーに選出され、本大会では6位となった。2025年、ネーションズリーグで3年連続銅メダルを獲得した。

## 球歴
- オリンピック - 2024年
- ネーションズリーグ - 2018年、2019年、2021年、2022年、2023年、2024年、2025年
- パリ五輪予選 - 2023年
- 欧州選手権 - 2021年

## 受賞歴
- 2019年 - ポーランドカップ MVP
- 2023年 - ネーションズリーグ ベストアウトサイドヒッター賞

## 所属クラブ
- アトム・トレフル・ソポト（2016-2017年）
- Trefl Proxima Kraków（2017-2018年）
- グルパ・アゾティ・チェミック・ポリツェ（2018-2024年）
- イモコ・コネリアーノ（2024年-）